# Matou (köpinghuvudort i Kina, Jiangxi Sheng, lat 29,83, long 115,58)
Matou är en köpinghuvudort i Kina. Den ligger i provinsen Jiangxi, i den sydöstra delen av landet, omkring 130 kilometer norr om provinshuvudstaden Nanchang. Antalet invånare är 41 954. Befolkningen består av 19 949 kvinnor och 22 005 män. Barn under 15 år utgör 21,0 %, vuxna 15-64 år 70 %, och äldre över 65 år 7,0 %.
Runt Matou är det tätbefolkat, med 356 invånare per kvadratkilometer. Närmaste större samhälle är Wuxue, 3,2 km nordväst om Matou. Trakten runt Matou består till största delen av jordbruksmark.
Genomsnittlig årsnederbörd är 2 073 millimeter. Den regnigaste månaden är maj, med i genomsnitt 328 mm nederbörd, och den torraste är januari, med 59 mm nederbörd.